# رالف أندروز باري
رالف أندروز باري (30 نوفمبر 1883 - 10 ديسمبر 1939)، من مدينة نيويورك، كان كاتباً شهيراً في أدب الطوابع، وغالباً ما يشار إليهِ باسم "عميد كتاب الطوابع الأمريكيين".

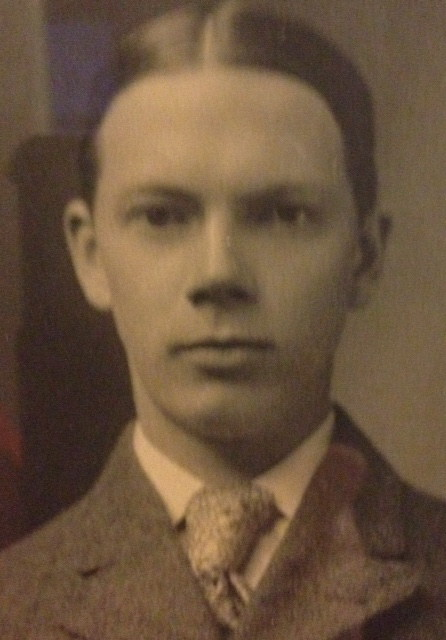
رالف باري في سنة 1906

لم يكن باري معروفاً ضمن هواة جمع الطوابع البريدية والعملات فحسب، بل كان معروفاً أيضاً بتشجيعهِ على جمع الطوابع البريدية والعملات. وقد ساعد في تغطية الأحداث والمعارض في مختلف معارض الطوابع البريدية وغيرها من المناسبات الخاصة بهواة جمع الطوابع. حيث كان محرر مقالات عن الطوابع والعملات في صحيفة نيويورك هيرالد تريبيون منذ عام 1933 حتى وفاته عام 1939.

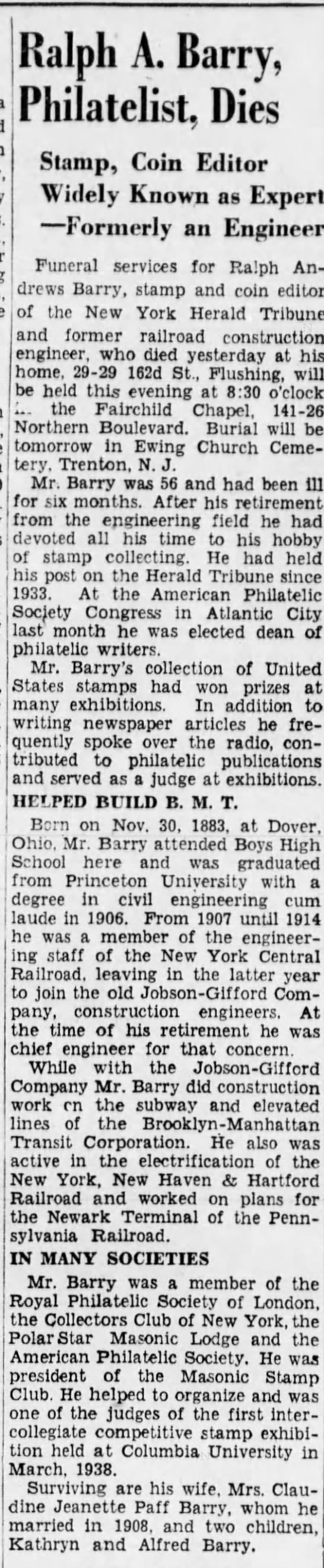
نعي رالف أندروز باري (1883-1939) في نعي صحيفة ذا بروكلين إيجل في 11 ديسمبر 1939

ناقش رالف باري متعة وتقنيات هواية جمع الطوابع في وسائل الإعلام المختلفة، بما في ذلك الإذاعة. وألف كتاب "مسرد لهواة جمع الطوابع" في عام 1936، وتم تحديثه وتنقيحه في عامي 1938 و1940.

## التكريم
وفي عام 1941، أُدرج اسمه في القائمة الأولية لقاعة مشاهير الجمعية الأمريكية لهواة جمع الطوابع.

## جائزة رالف
ونظراً لعمله المكثف في تشجيع هواية جمع الطوابع، تأسست جائزة رالف أ. باري في عام 1942، وتُمنح هذه الجائزة للكتاب الذين يستحقون التقدير لجودة الكتابة في أعمدة الطوابع في الصحف.